# بابی کانلیف (بازیکن فوتبال، زاده ۱۹۴۵)
بابی کانلیف (انگلیسی: Bobby Cunliffe؛ زادهٔ ۱۷ مهٔ ۱۹۴۵) بازیکن فوتبال اهل بریتانیا است.
از باشگاه‌هایی که در آن بازی کرده‌است می‌توان به باشگاه فوتبال ویتون آلبیون، باشگاه فوتبال یورک سیتی، و باشگاه فوتبال منچستر سیتی اشاره کرد.